# Manche (rzeka)

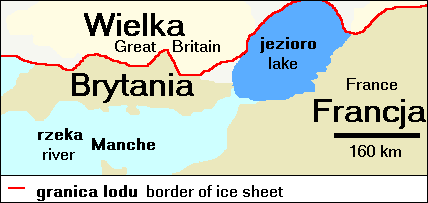

Manche − istniejąca pod koniec zlodowacenia Würm rzeka powstała z roztapiających się wód lodowca, pokrywającego północna Europę, która płynęła w miejscu obecnego kanału La Manche.
W okresie zlodowacenia lód pokrywał znaczną część Morza Północnego, a w jego południowej części znajdowało się jezioro, którego odpływ blokowało pasmo wzniesień ciągnących się od Weald do Artois, łączące Wielką Brytanię ze stałym lądem. Przelanie się wody ponad tym lądowym pomostem i jego zerwanie spowodowało powstanie rzeki, którą nazwano Manche; płynąca rzeka spowodowała wypłukanie takiej ilości ziemi, że po nastaniu interglacjału Wielka Brytania stała się wyspą.
Ważniejsze dopływy:
- Łaba
- Ems
- Wezera
- Moza
- Ren
- Tamiza
- Somma
- Sekwana
- Orne

Po opróżnieniu się zbiornika wodnego w południowym fragmencie Morza Północnego i podniesieniu poziomu oceanu, rzeka uległa przekształceniu w obecny kanał La Manche.